# オリンピック放送機構
オリンピック放送機構（英: Olympic Broadcasting Services S.L.、略称：OBS）は、国際オリンピック委員会（IOC）によって2001年5月に設立された、オリンピック・パラリンピック放送のホストブロードキャスター（ホスト放送局）である。この機関が発足する以前、ホスト放送局の業務は、各大会の組織委員会または開催国の放送局に委託されていた。
この機関は、夏季・冬季の各大会と国際オリンピック委員会総会ごとに設けられる国際放送センター（IBC）を構築し、テレビ・ラジオによるオリンピック・パラリンピック放送の国際信号を制作し、オリンピック・パラリンピック中継を行う権利を持つ各国の放送事業者に向けて配信する。

## 概要
北京オリンピック（2008年）
OBSはこの大会から実質的活動を始め、北京オリンピック組織委員会とともに、ホストブロードキャスターを務めた。なお、開催国・中国向けのテレビ放送は中国中央テレビ（CCTV）が手掛けた。
バンクーバーオリンピック（2010年）
OBSがパラリンピックを含め、初めて単独で制作・配信を行った。開催国のカナダ向けには、CTVがテレビ放送を行った。
ロンドンオリンピック（2012年）
開催国・イギリス向けはBBCが放送した。（なお、パラリンピックはチャンネル4が放送。）
ソチオリンピック（2014年）
開催国・ロシア向けを含め、チャンネル1、VGTRK、NTVプラスが、ソチオリンピック組織委員会とともにホストブロードキャスターを務めた。
リオデジャネイロオリンピック（2016年）
開催国・ブラジル国内向けを含め、Rede Globoがホストブロードキャスターを務めた。
平昌オリンピック（2018年）
東京オリンピック（2021年）
北京オリンピック（2022年）